# Bayerische Justizvollzugsakademie

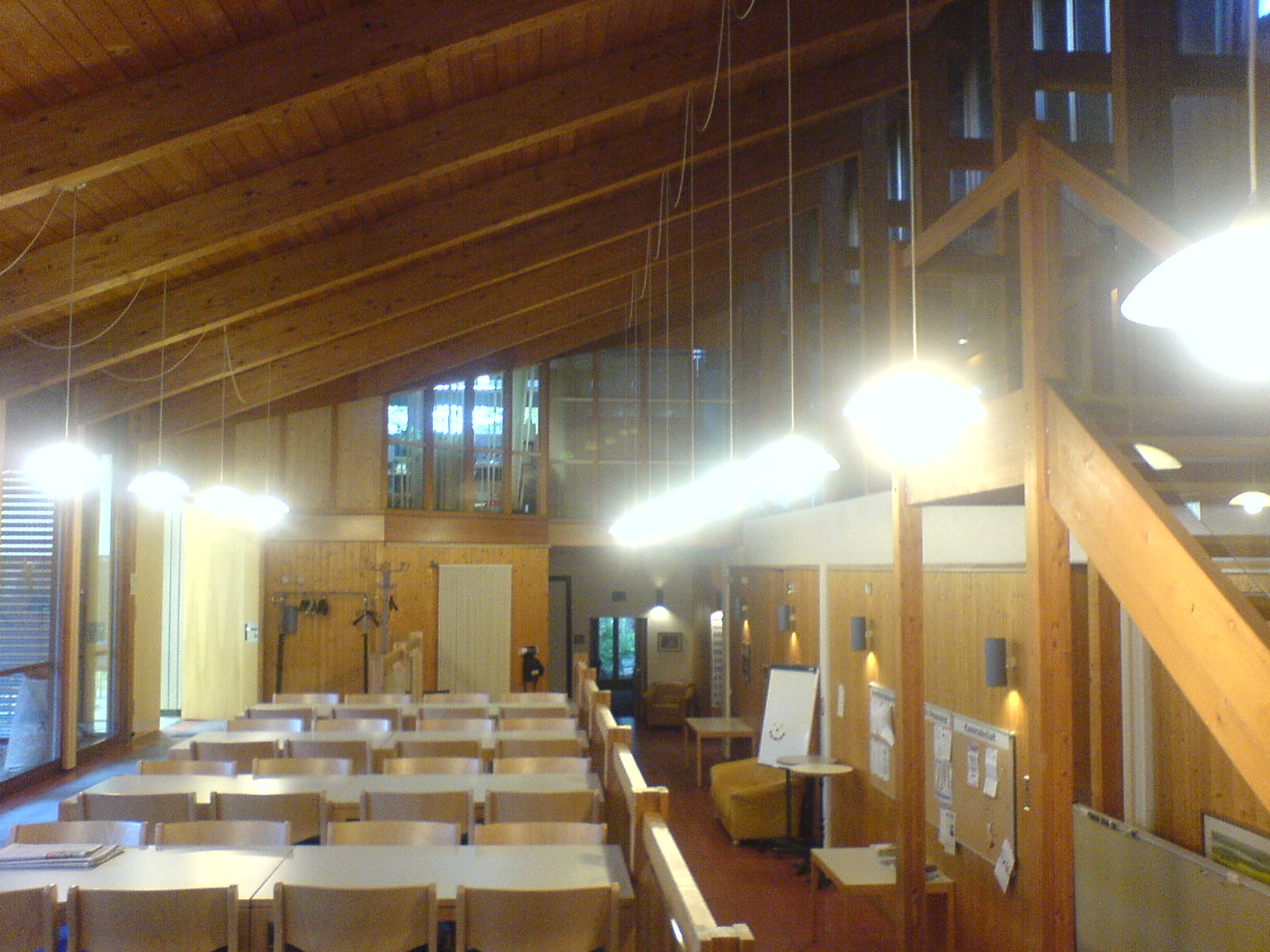
Speisesaal

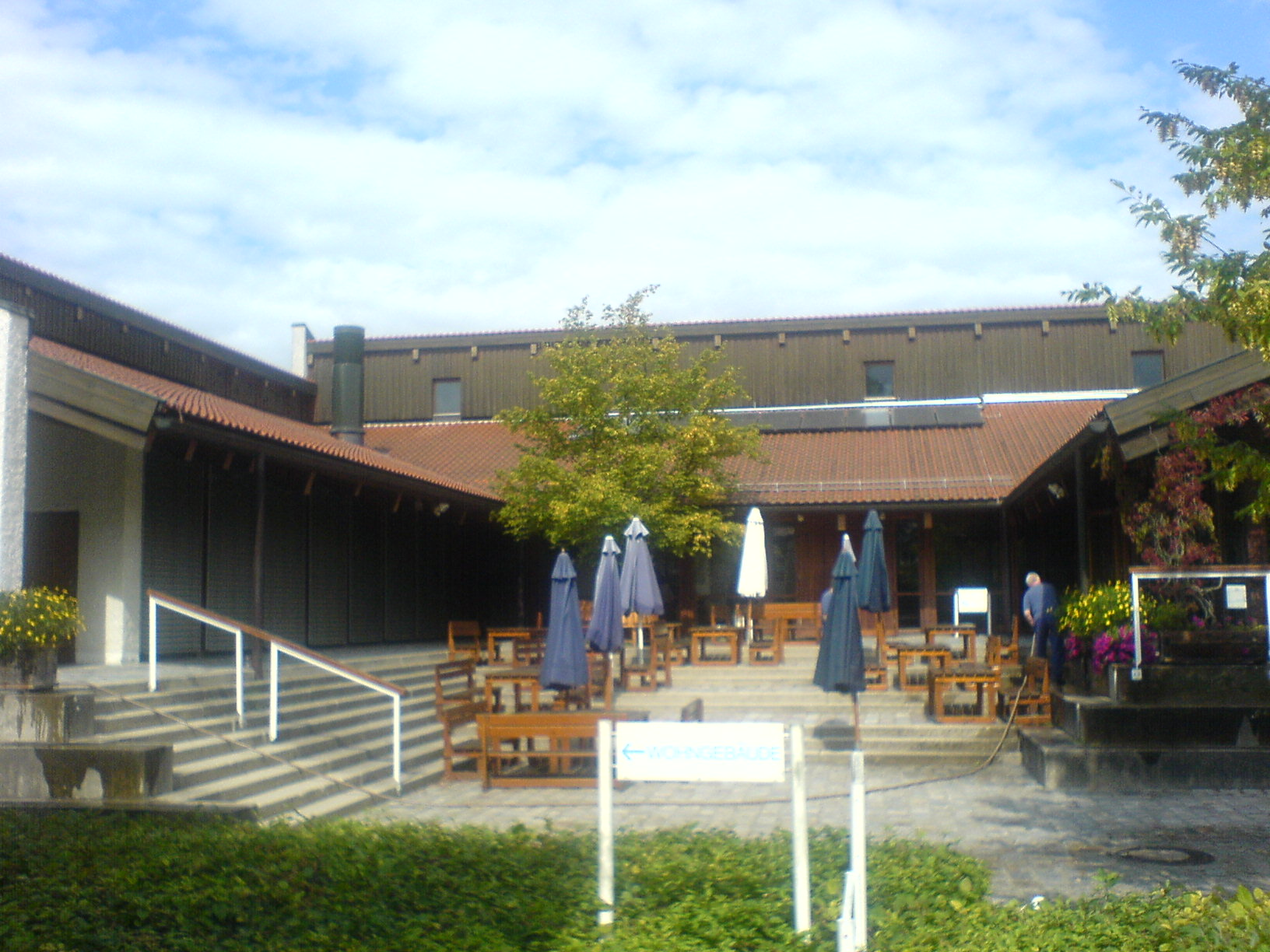
Terrasse

Die 1980 errichtete Bayerische Justizvollzugsakademie (bis 2015 Justizvollzugsschule Straubing) ist (neben der  Bayerischen Justizakademie Pegnitz) eine von zwei Aus- und Fortbildungsstätten des bayerischen Justizvollzugsverwaltung. Es werden vor allem Nachwuchsbeamte der zweiten Qualifikationsebene ausgebildet (bis 2010 mittlerer Dienst). Neben Lehrsälen und einem Dōjō gibt es eine Kantine sowie einen Wohntrakt.
Rechtsgrundlage ist die Verordnung über die Bayerische Justizvollzugsakademie vom 17. September 1980
(BayRS III S. 4), BayRS 2038-1-3-J.